# Agen
Agen (wymowaⓘ) – miejscowość i gmina we Francji, w regionie Nowa Akwitania, w departamencie Lot i Garonna.
Według danych na rok 2018 gminę zamieszkiwały 33 887 osób, a gęstość zaludnienia wynosiła 2949 osób/km² (wśród 2290 gmin Akwitanii Agen plasuje się na 8. miejscu pod względem liczby ludności, natomiast pod względem powierzchni na miejscu 969).
Ośrodek handlowy regionu rolniczego. Przemysł głównie spożywczy i materiałów budowlanych. W zabytkowym centrum miasta mieści się Muzeum Sztuk Pięknych w Agen.
W miejscowości urodzili się Bernard Germain Étienne comte de La Ville-sur-Illon La Cépède, francuski przyrodnik i polityk oraz Francis Cabrel, piosenkarz.
Od nazwy tej miejscowości pochodzi łacińska nazwa gatunku tulipana – Tulipa agenensis.

## Miasta partnerskie
- Tuapse, Rosja
- Dinslaken, Niemcy
- Llanelli, Walia
- Toledo, Hiszpania
- Corpus Christi, Stany Zjednoczone